# Кваковці
Кваковці (словац. Kvakovce) — село в Словаччині, у Врановському окрузі Пряшівського краю.
Уперше згадується у 1345 році.
У селі є римо-католицький костел (1774) в стилі бароко-класицизму з дзвіницею 1850 року. В частині Добра-над-Ондавою є римо-католицький костел з початку XVI століття, перебудований у XIX столітті та садиба з початку 19 століття в стилі класицизму.

## Географія
Розташоване в східній частині Словаччини в південній частині Низьких Бескидів на південно-західному березі водосховища Велика Домаша. Протікає Кваковський потік.

## Населення
| Рік:            | 1994. | 2004.   | 2014.    | 2024.    |
| --------------- | ----- | ------- | -------- | -------- |
| Кількість осіб: | 474   | 454     | 523      | 456      |
| Різниця:        |       | -4,21 % | +15,19 % | -12,81 % |

| Рік:            | 2023. | 2024.   |
| --------------- | ----- | ------- |
| Кількість осіб: | 444   | 456     |
| Різниця:        |       | +2,70 % |

У селі проживає 431 особа.
Національний склад населення (за даними перепису 2001 року):
- словаки — 99,57 %,
- чехи — 0,22 %,
- моравці — 0,22 %.

Склад населення за приналежністю до релігії станом на 2001 рік:
- римо-католики — 77,42 %,
- протестанти — 11,61 %,
- греко-католики — 4,73 %,
- не вважають себе вірянами або не належать до жодної конфесії — 4,09 %.